# Luke McCown
Lucas Patrick McCown (Jacksonville, 12 luglio 1981) è un giocatore di football americano statunitense che ha militato nel ruolo di quarterback nella National Football League (NFL). Fu scelto nel corso del quarto giro (106º assoluto) del Draft NFL 2004 dai Cleveland Browns. Al college ha giocato a football alla Louisiana Tech University. È il fratello minore dell'ex quarterback della NFL Josh McCown e dell'ex quarterback della Texas A&M University Randy McCown.

## Carriera professionistica

### Cleveland Browns
McCown fu scelto dai Cleveland Browns nel corso del quarto giro del Draft 2004. Nella sua stagione da rookie disputò 4 partite da titolare a Cleveland. Alla fine della stagione fu scambiato coi Tampa Bay Buccaneers nel fine settimana del Draft NFL 2005.

### Tampa Bay Buccaneers
Nella settimana 13 della stagione 2007, McCown giocò la sua migliore gara come professionista, lanciando 313 yard e 2 touchdown al posto dell'infortunato Jeff Garcia nella vittoria di Tampa Bay 27-23 sui New Orleans Saints.
McCown partì come titolare nella gara successiva contro gli Houston Texans e completò 25 passaggi su 38 per 266 yard senza intercetti ma i Bucs vennero sconfitti. Subentrò ancora nel secondo tempo della settimana 16 e lanciò 185 yard e un intercetto. McCown partì come titolare nell'ultima gara stagionale dei Bucs che avevano già raggiunto la possibilità di disputare i playoff. Egli passò 236 yard con 2 touchdown e un intercetto. McCown giocò 5 gare nella stagione 2007, 3 come titolare, per un totale di 1,009 yard, con 5 touchdown, 3 intercetti e un passer rating di 91,7.

### Jacksonville Jaguars
McCown fu scambiato coi Jacksonville Jaguars per una scelta del Draft NFL 2010, il 5 settembre 2009. Giocò come riserva del quarterback titolare David Garrard nelle stagioni 2009 e 2010.
Il 6 settembre 2011, cinque giorni prima dell'inizio della stagione regolare, Jacksonville annunciò il taglio di Garrard e che McCown sarebbe partito come titolare nella settimana 1.
Il 18 settembre 2011, McCown fu messo in panchina dopo aver fatto registrare il più basso passer rating (1,8) nella storia di un quarterback titolare dei Jaguars.

### New Orleans Saints
Il 7 giugno 2012, McCown firmò un contratto con i New Orleans Saints che lo svincolarono il 28 agosto 2012.

### Atlanta Falcons
Gli Atlanta Falcons fecero firmare un contratto a McCown per sostituire il partente Chris Redman il 28 agosto 2012. Come prima riserva di Matt Ryan disputò due partite, il 27 settembre quando Atlanta vinse 27-3 sui San Diego Chargers e il 16 dicembre nella vittoria per 34-0 sui New York Giants.

### Ritorno ai Saints
Il 1º aprile 2013, McCown firmò un contratto annuale coi Saints. Dopo alcune solide prestazioni nella pre-stagione, fu scelto come prima riserva di Drew Brees. Nella stagione regolare, giocò come holder per il placekicker Garrett Hartley, così come fece nell'annata successiva.
Nella settimana 2 della stagione 2015, Brees subì un infortunio alla spalla, così McCown fu nominato suo sostituto nella gara del terzo turno contro i Carolina Panthers, la sua prima nel ruolo di quarterback titolare dal 2011, in cui completò 31 passaggi su 37 per 315 yard, non sufficienti però per portare i suoi alla vittoria. A partire dalla settimana successiva, Brees tornò titolare.

## Statistiche
| Partite totali      | 56    |
| Partite da titolare | 9     |
| Yard lanciate       | 2 035 |
| Touchdown           | 9     |
| Intercetti subiti   | 14    |
| Passer rating       | 68,5  |